# Patriotivka, Lebedîn
Patriotivka (în ucraineană Патріотівка) este un sat în comuna Vorojba din raionul Lebedîn, regiunea Sumî, Ucraina.

## Demografie
Componența lingvistică a localității Patriotivka
     Ucraineană (84,3%)
     Rusă (14,88%)
     Alte limbi (0,83%)
Conform recensământului din 2001, majoritatea populației localității Patriotivka era vorbitoare de ucraineană (84,3%), existând în minoritate și vorbitori de rusă (14,88%).